# Scymnus silesiacus
Scymnus silesiacus – gatunek chrząszcza z rodziny biedronkowatych.
Gatunek ten opisany został po raz pierwszy w 1902 roku przez Juliusa Weisego.
Chrząszcz o owalnym ciele długości od 1,8 do 2 mm, słabiej sklepionym i bardziej wydłużonym niż u podobnego S. abietis. Ubarwienie ma w całości brunatne, często z przyciemnionymi głaszczkami, żuwaczkami i tarczką. Owłosienie ciała jest krótsze niż u S. abietis. Krótkie czułki buduje dziesięć członów, z których trzy ostatnie formują zwartą buławkę. Pokrywy zaopatrzone są w bardzo gęste i delikatne punkty drobne oraz nieregularnie rozproszone punkty duże.
Biologia i ekologia tego owada pozostają nieznane; spotykany był na dębie bezszypułkowym.
Gatunek palearktyczny, znany ze Szwecji, Polski, Słowacji, Białorusi, Ukrainy, Krymu, Słowenii, Chorwacji, Rumunii, Bułgarii i Bliskiego Wschodu. W Polsce występował na Dolnym Śląsku, jednak nie był obserwowany od początku XX wieku. Na „Czerwonej liście zwierząt ginących i zagrożonych w Polsce” umieszczony jest jako gatunek zagrożony o niedostatecznie rozpoznanym statusie (DD). 